# 1996年アトランタオリンピックのイギリス選手団
1996年アトランタオリンピックのイギリス選手団（1996ねんアトランタオリンピックのイギリスせんしゅだん）は、1996年7月19日から8月4日にかけてアメリカ合衆国のジョージア州アトランタで開催された1996年アトランタオリンピックのイギリス選手団、およびその競技結果。

## 概要
今大会は金メダル1個、銀メダル8個、銅メダル6個の合計15個のメダルを獲得した。

## メダル
| メダル | 選手名                                                                          | 競技   | 種目                     |
| ------ | ------------------------------------------------------------------------------- | ------ | ------------------------ |
| 銀     | ロジャー・ブラック                                                              | 陸上   | 男子400m                 |
| 銀     | イワン・トーマス ジェイミー・ボールチ マーク・リチャードソン ロジャー・ブラック | 陸上   | 男子4×400mリレー         |
| 銀     | ジョナサン・エドワーズ                                                          | 陸上   | 男子三段跳               |
| 銀     | スティーブ・バックリー                                                          | 陸上   | 男子やり投               |
| 銀     | ポール・パーマー                                                                | 競泳   | 男子400m自由形           |
| 銀     | ティム・ヘンマン ニール・ブロード                                               | テニス | 男子ダブルス             |
| 銅     | デニーズ・ルイス                                                                | 陸上   | 女子七種競技             |
| 銅     | スティーブ・スミス                                                              | 陸上   | 男子走高跳               |
| 銅     | グレーム・スミス                                                                | 競泳   | 男子1500m自由形          |
| 銅     | マキシミリアン・シャンドリ                                                      | 自転車 | 男子個人ロードレース     |
| 銅     | クリス・ボードマン                                                              | 自転車 | 男子個人タイムトライアル |